# Newport News (Schiff)
|                        | |
| Dienstzeit             | |
| Kiellegung:            | 1. November 1945 |
| Stapellauf:            | 6. März 1948 |
| Indienststellung:      | 29. Januar 1949 |
| Außerdienststellung:   | 27. Juni 1975 |
| Technische Daten       | |
| Länge:                 | 218,69 m |
| Breite:                | 23,32 m |
| Tiefgang:              | 8,2 m |
| Standardverdrängung:   | 17.000 ts |
| Maximale Verdrängung:  | 20.980 ts |
| Antrieb:               | 4 Schrauben mit je einer General Electric Dampfturbine und einem Babcock & Wilcox Dampfkessel, Leistung: 120000 PS                                             |
| Maximalgeschwindigkeit | 33 kn (61,12 km/h) |
| Bewaffnung:            | - 9 × 8″-(203-mm)- Geschütze in drei Drillingstürmen - 12 × 5″-(127-mm)- Geschütze in 6 Zwillingstürmen - 20 × 3″-(76,2-mm)- Geschütze in 10 Zwillingslafetten |
| Besatzung:             | 1667 Offiziere und Mannschaften |

Die 1949 in Dienst gestellte USS Newport News (CA-148) war ein Schwerer Kreuzer der Des-Moines-Klasse. Sie diente als Flaggschiff der Blockadeflotte während der Kubakrise und nahm mit drei Einsätzen am Vietnamkrieg teil. Die Newport News war der letzte nur mit Geschützen bewaffnete Kreuzer im aktiven Dienst der United States Navy, als sich Lenkwaffen bereits als Hauptwaffensystem für Kreuzer durchgesetzt hatten.

## Name und Klassifizierung
Die USS Newport News (CA-148) trug den Namen der Stadt Newport News in Virginia, in der sie gebaut wurde. Sie war nach dem Marinefrachter USS Newport News (AK-3) das zweite Schiff, das nach dieser Stadt benannt wurde.
Die Klassifizierung CA-148 weist sie als Schweren Kreuzer mit 203-mm-Geschützen aus. Sie trug die höchste Nummer in der Nummerierung für Kreuzer der US Navy.

## Technik
Technisch basierte die Klasse auf der Baltimore-Klasse bzw. Oregon-City-Klasse, mit deren geringer Feuergeschwindigkeit die US Navy nicht zufrieden war. Das höhere Gewicht der neuen Hauptbewaffnung und die Notwendigkeit, mehr Munition mitzuführen, erforderten einen deutlich größeren Schiffskörper. Die Panzerung wurde im Vergleich zu den Vorgängern verstärkt. Die Antriebsanlage blieb leistungsmäßig unverändert, so dass die Höchstgeschwindigkeit gegenüber den Vorgängerklassen etwas reduziert war.
Die USS Newport News war das erste Schiff der US Navy, das mit experimentellen Klimaanlagen fertiggestellt wurde.

### Bewaffnung
Die Hauptbewaffnung bestand aus neun vollautomatischen 203-mm-Geschützen in drei Drillingstürmen. Durch diese Bewaffnung waren diese Schiffe die kampfkräftigsten jemals gebauten Schweren Kreuzer. Als Munition standen panzerbrechende Granaten von 152 kg Gewicht sowie Sprenggranaten von 118 kg Gewicht zur Verfügung. Die Feuergeschwindigkeit betrug zehn Schuss pro Minute.
Als Sekundärbewaffnung befanden sich zwölf 127-mm-Mehrzweckgeschütze in sechs Doppeltürmen an Bord. Die Anordnung dieser Türme war dieselbe wie bei den beiden Vorgängerklassen.
Als Flugabwehrbewaffnung sollten zunächst 40-mm-Bofors-Flugabwehrgeschütze in Vierlingslafetten und 20-mm-Oerlikon-Flugabwehrgeschütze dienen, jedoch wurden diese wegen der begrenzten Wirksamkeit gegen Kamikaze- und Lenkwaffenangriffe nicht eingebaut bzw. direkt nach der Indienststellung entfernt. Stattdessen kam das neue 76-mm-L/50-Geschütz in Doppellafetten als Flugabwehr-Bewaffnung zum Einsatz. Die Anzahl der 76-mm-L/50-Geschütze wurde im Laufe der Dienstzeit mehrfach reduziert.

### Elektronik
Die Radaranlagen zur Ortung wurden während der Dienstzeit mehrfach verändert. Bei der Indienststellung bis 1949 führte sie ein SR-3- und ein SP-Radar. 1950 wurde das SR-3-Radar gegen eine SG-6-Anlage ausgetauscht. 1958 bestanden die Ortungsanlagen aus einem SPS-6B als 2D-Radar und dazugehörig einem SPS-8A-Radar zur Höhenfindung von Luftzielen. Diese blieben bis zum Ende der Dienstzeit an Bord. 1961 kamen noch je ein SPS-37-Luftüberwachungsradar und ein SPS-10-Oberflächensuchradar dazu.
Die Feuerleitung bestand über die gesamte Dienstzeit, wie bei allen Schiffen der Des-Moines-Klasse, aus zwei Mk.54/Mk.13-, vier Mk.37/Mk.25- sowie vier Mk.12/22-Feuerleitradaranlagen.

## Geschichte

### Bau
Der Bauauftrag für die USS Newport News (CA-148) wurde 1943 als eines von zwei Schiffen der Des-Moines-Klasse an die Newport News Shipbuilding and Drydock Company vergeben, aber der eigentliche Bau verzögerte sich aufgrund kriegsbedingter Prioritäten für andere Schiffe. Die Bauarbeiten begannen mit der Kiellegung am 1. November 1945.
Im Mai 1946 wurde entschieden, dass von den zu dem Zeitpunkt noch vier im Bau befindlichen Schiffe nur die fertiggestellt würden, die bereits einen Fertigungsgrad von mindestens 20 % erreicht hatten. Neben der Des Moines und der Salem bekam die Newport News dabei die Genehmigung zum Weiterbau, während die weniger weit fortgeschrittene Dallas unfertig abgebrochen wurde.
Am 6. März 1948 lief die Newport News schließlich vom Stapel und konnte am 29. Januar 1949 in Dienst gestellt werden.
Da der Bauauftrag noch aus dem Zweiten Weltkrieg stammte, war das Schiff aus vertraglichen Gründen noch mit zwölf 20-mm-Flugabwehrgeschützen ausgerüstet, die jedoch unmittelbar nach der Indienststellung entfernt wurden. Die vorgesehenen zwei Flugzeugkatapulte für Wasserflugzeuge wurden hingegen nicht mehr installiert, und der Flugzeughangar im Heck des Schiffs diente fortan zur Aufnahme von Verkehrsbooten.
Die USS Newport News wurde bereits mit dem sogenannten „friedensgrauen“ Anstrich und großer Kennnummer abgeliefert. Eine Tarnbemalung, wie sie die im Zweiten Weltkrieg in Dienst gestellten Schiffe trugen, erhielt sie nie.

### Einsatz

#### 1949–1962: Einsatz im Atlantik und Mittelmeer

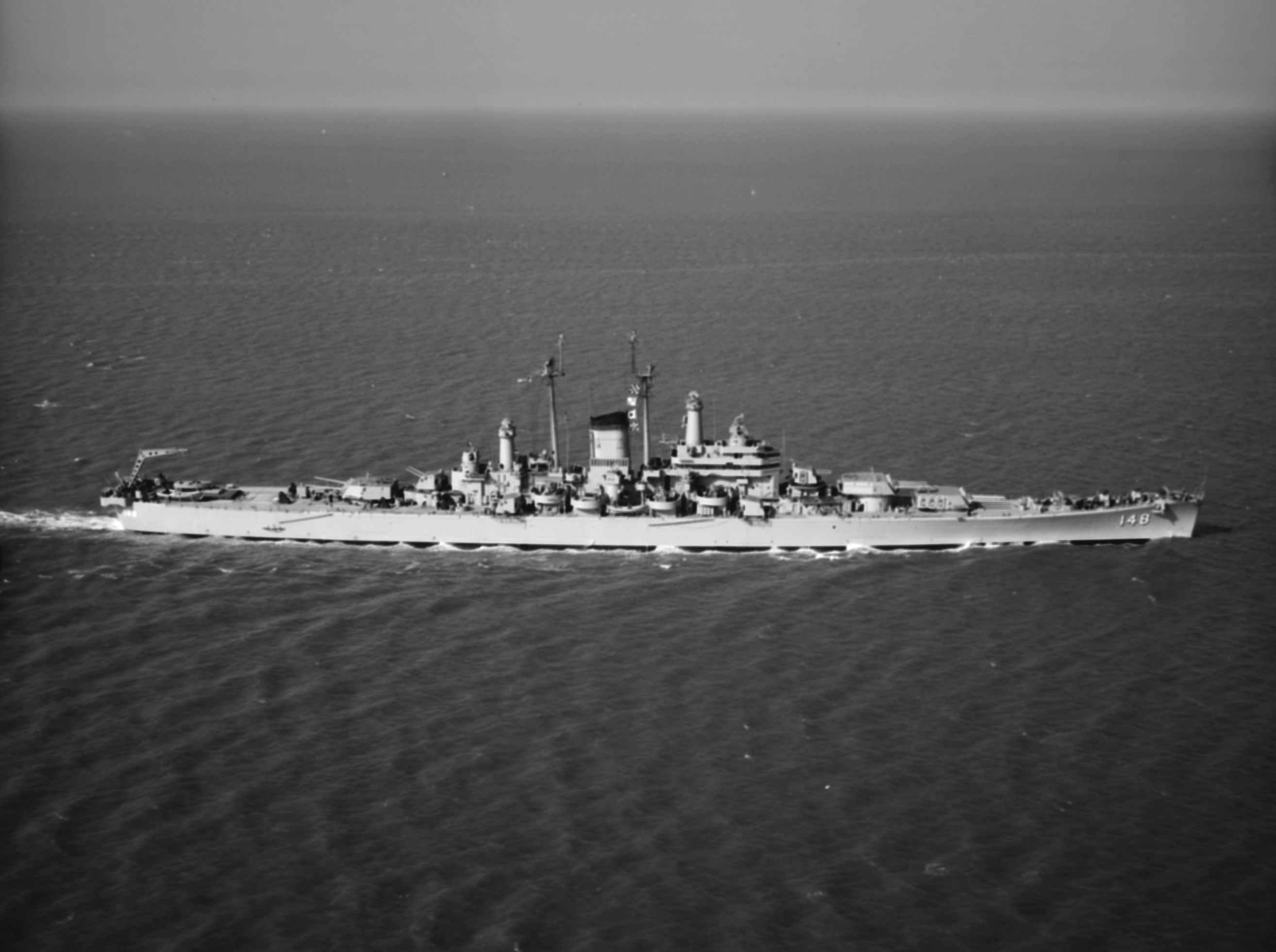
USS Newport News (CA-148) im ursprünglichen Zustand

Im Zeitraum von 1950 bis 1961 diente die USS Newport News vorwiegend im Atlantik, einschließlich Trainingsfahrten und Manöver in der Karibik und dem westlichen Atlantik. Dazu kamen jährliche Abordnungen zur 6. Flotte ins Mittelmeer.
Während der Syrien-Krise im September 1957 verlegte die USS Newport News mit weiteren Schiffen der 6. Flotte ins östliche Mittelmeer, um im Falle einer Eskalation eingreifen zu können.
Als am 29. Februar 1960 die marokkanische Stadt Agadir von einem schweren Erdbeben verwüstet wurde, bekam die 75 Seemeilen nordöstlich von Sizilien befindliche USS Newport News die Order, sich dorthin zu begeben und humanitäre und materielle Hilfe zu leisten. Sie legte die 1225 Seemeilen lange Strecke in 40,5 Stunden mit einer Durchschnittsgeschwindigkeit von 31 Knoten zurück und erreichte Agadir am 3. März.
Nach der Ermordung des Herrschers der Dominikanischen Republik Rafael Leónidas Trujillo Molina und den daraus resultierenden Unruhen erhielt die USS Newport News kurzfristig die Anweisung, in internationalen Gewässern vor der Dominikanischen Republik auf Abruf bereitzustehen, falls die Lage dort eskalieren würde. Nach der Beilegung der Krise kehrte sie nach Norfolk zurück und unternahm danach eine Ausbildungsfahrt nach Puerto Rico.

#### Umbau zum Flaggschiff

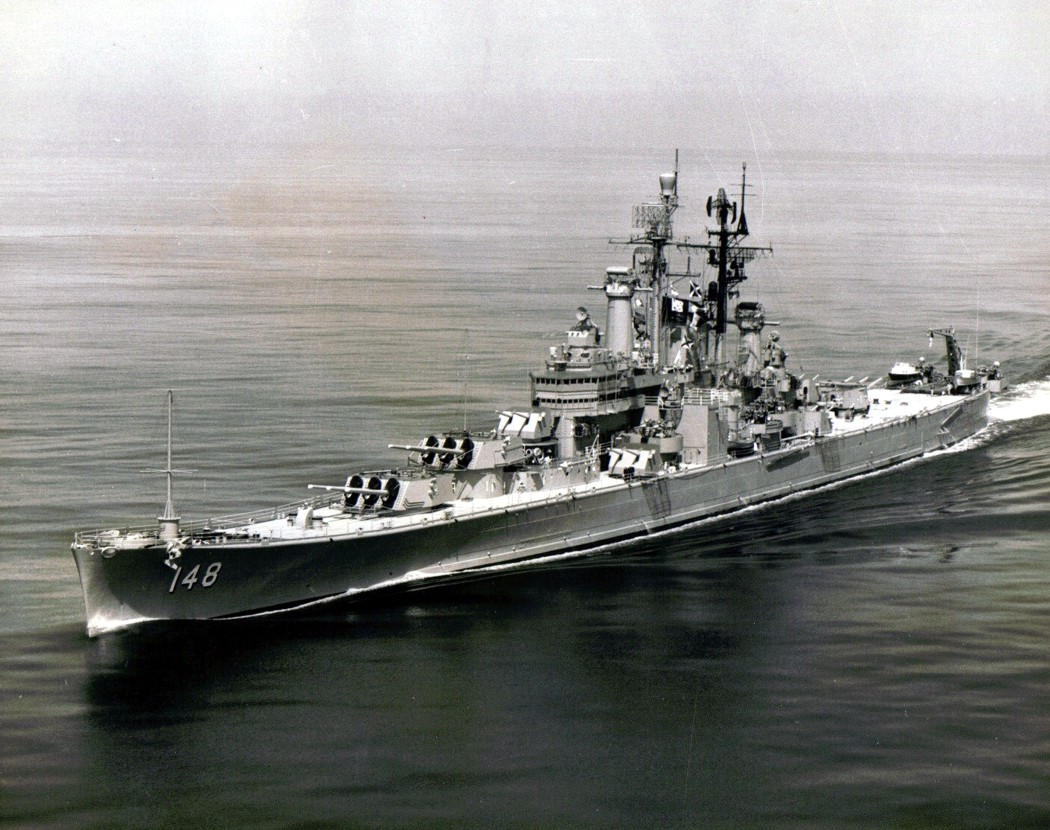
USS Newport News (CA-148) nach dem Umbau zum Flaggschiff. Hinter der Brücke sind die neuen Aufbauten zu erkennen.

Anfang 1962 erhielt die USS Newport News zusätzliche Einrichtungen und Unterbringungsmöglichkeiten, um sie als Flaggschiff des Befehlshabers der 2. Flotte einsetzen zu können. Dazu wurden mittschiffs zwei Doppellafetten mit 76,2-mm-Geschützen entfernt und an deren Stelle ein kastenförmiger Deckaufbau errichtet, der die neuen Räumlichkeiten für den Flottenstab enthielt. Zusätzlich erhielt sie eine Reihe neuer Kommunikationsantennen.

#### Kubakrise
Nach ihrem Umbau zum Flaggschiff nahm die USS Newport News im August 1962 zunächst am NATO-Manöver RIPTIDE III teil und besuchte danach zahlreiche nordeuropäische Häfen. Sie fungierte dabei als Flaggschiff des NATO-Kommandeurs der 2. Flotte (ComStrikFltLant).
Während der Kubakrise setzte die USS Newport News ab 22. Oktober 1962 zusammen mit anderen Schiffen der Atlantikflotte die Seeblockade Kubas durch. Im weiteren Verlauf der Blockade war die USS Newport News als Flaggschiff nordöstlich von Kuba stationiert. Als die Sowjetunion schließlich die Mittelstreckenraketen der Typen R-12 und R-14 aus Kuba abzog, unterstützte sie die Zählung der auf Frachtschiffen abtransportierten Raketen. Zusammen mit dem Zerstörer USS Leary (DDR-879) kontrollierte sie den mit Raketen beladenen sowjetischen Frachter Labinsk. Ein Hubschrauber, der von der USS Newport News operierte, überprüfte den ebenfalls mit Raketen beladenen Frachter Bratsk mit Hilfe eines Neutronendetektors auf Kernwaffen. Mit der Beendigung der Krise kehrte die USS Newport News wieder in ihren Heimathafen Norfolk zurück.

#### Einsätze im Atlantik
Von 1963 bis 1967 führte die USS Newport News hauptsächlich NATO-Übungen im Atlantik, Artillerie- und amphibische Übungen an der Ostküste und in der Karibik sowie Trainingsfahrten durch.
Während der Krise in der Dominikanischen Republik von 1965 lief die USS Newport News am 29. April von Norfolk aus und fungierte vor Santo Domingo als Flaggschiff des Commanders der Joint Task Force 122. Diese Funktion erfüllte sie bis zur Auflösung der Joint Task Force 122 und der Übergabe des Kommandos an die an Land stationierte US Army am 7. Mai. Im Anschluss an diesen Einsatz erhielt die USS Newport News in ihrem Heimathafen Norfolk Modifikationen zur Kampfwertsteigerung.

#### Einsätze in Vietnam

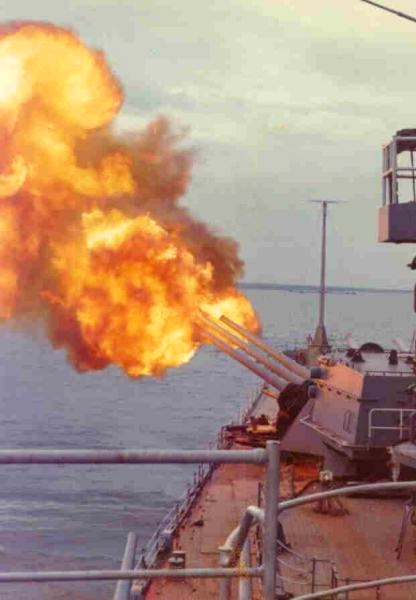
Die USS Newport News (CA-148) beschießt Küstenziele in Vietnam

Am 1. September 1967 löste der Lenkwaffenkreuzer USS Springfield (CLG-7) die USS Newport News als Flaggschiff des Kommandeurs der 2. Flotte ab. Letztere verließ am 5. September ihren Heimathafen Norfolk und verlegte für einen halbjährigen Einsatz nach Südostasien. Am 9. Oktober erreichte sie Đà Nẵng und übernahm die Aufgabe des Flaggschiffs des ComCruDesFlot 3 (Commander Cruiser Destroyer Flotilla 3). In dieser Funktion erhielt sie das Rufzeichen „Thunder“. Bereits in der ersten Nacht nach der Ankunft beschoss sie im Rahmen der Operation Seadragon Küstenziele in Nordvietnam. Im Anschluss folgten zahlreiche Artillerie-Einsätze zur Gefechtsfeldabriegelung nördlich der entmilitarisierten Zone zur Unterstützung für Truppen der US-Amerikaner und ihrer Verbündeten in Südvietnam. Nachdem am 19. Dezember 1967 über 20 nordvietnamesische Geschützstellungen während eines Gefechts über 300 Geschosse auf die USS Newport News abgefeuert hatten, ohne einen Treffer zu erzielen, erhielt das Schiff von den amerikanischen Truppen den Spitznamen „The Gray Ghost from the East Coast“ (deutsch: „Der graue Geist von der Ostküste“). Der erste Einsatz in Vietnam endete am 21. April 1968, und die USS Newport News kehrte über den Panamakanal nach Norfolk zurück, wo sie am 13. Mai 1968 eintraf und in der Werft überholt wurde.
Am 21. November 1968 lief die USS Newport News zu ihrem zweiten Einsatz in Vietnam aus. Ab dem 25. Dezember unterstützte der Kreuzer Truppen im Mekong-Delta und in der Nähe der entmilitarisierten Zone. Am 3. Juni 1969 verließ die USS Newport News Vietnam und kehrte über San Francisco und den Panamakanal wieder nach Norfolk zurück, wo sie Anfang Juli ankam.
Ein sechsmonatiger Werftaufenthalt in der ersten Jahreshälfte des Jahres 1970 diente der Wartung, Instandsetzung und Vorbereitung auf neue Einsätze. Als Flaggschiff des Kommandeurs der dritten Flotte unternahm die USS Newport News zahlreiche Operationen und Übungen im Atlantik. Dabei fanden Besuche in europäischen und südamerikanischen Häfen statt.
Im Mai 1972 wurde die Newport News dem Kommandeur der siebten Flotte unterstellt und kehrte für ihren dritten und letzten Einsatz nach Vietnam zurück. Im Sommer dieses Jahres beschoss die Newport News zusammen mit den beiden Lenkwaffenkreuzern Oklahoma City und Providence (Schiff, 1945) im Rahmen der Operation Custom Tailor den Hafen von Hải Phòng. Diese als „Three Cruiser Raid“ bekannt gewordene Operation war das letzte Mal, dass mehrere Großschiffe gemeinsam zum Küstenbeschuss eingesetzt wurden.
Als sich der Kreuzer am 1. Oktober 1972 vor der Küste der entmilitarisierten Zone bei einem Artillerie-Einsatz befand, ereignete sich im mittleren Geschütz des zweiten Geschützturms eine Explosion. Ein defekter Zünder in einer Granate führte beim Abschuss zur Detonation. Dabei wurden 20 Besatzungsmitglieder getötet und 36 verletzt. Der gesamte Geschützturm wurde durch die Explosion so schwer beschädigt, dass er dauerhaft außer Funktion blieb.
Trotz der Beschädigung des zweiten Geschützturms führte die USS Newport News ihren Einsatz noch bis zum Dezember 1972 fort.

#### Reparatur und Einsätze im Atlantik

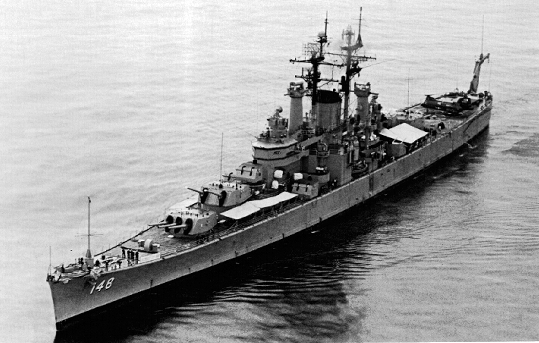
USS Newport News (CA-148) nach der Explosion im zweiten Turm der Schweren Artillerie. Das mittlere Kanonenrohr fehlt, und der Turm ist nicht mehr funktionsfähig.

Nach der Beendigung des letzten Einsatzes in Vietnam kehrte die USS Newport News in ihren Heimathafen Norfolk zurück. Zeitweise war geplant, den zerstörten zweiten Geschützturm mit einem der bereits außer Dienst gestellten Schwesterschiffe oder alternativ mit einem des kurz zuvor außer Dienst gestellten Schweren Kreuzers der Baltimore-Klasse, der Saint Paul, zu ersetzen. Letzterer hatte auch Türme mit drei 203-mm-Geschütze getragen, sie waren jedoch nicht automatisch und weniger leistungsfähig. Letztendlich waren alle Reparaturalternativen zu teuer und der zweite Geschützturm wurde deaktiviert und an Bord belassen, so dass sich die Hauptbewaffnung auf sechs 203-mm-Geschütze reduzierte. Äußerlich war dies durch das Fehlen des mittleren Kanonenrohrs des zweiten Turms zu erkennen.
In den Jahren 1973 bis 1974 operierte die USS Newport News wieder im Atlantik. Dabei führte sie mehrere Trainingsfahrten und Hafenbesuche in Europa durch. Eine Untersuchung des Schiffs ergab, dass der Zustand zu schlecht war, als dass sich eine erneute Überholung gelohnt hätte, um die USS Newport News noch länger im Dienst zu behalten, zumal ihre ausschließlich aus Geschützen bestehende Bewaffnung nicht mehr zeitgemäß war.

### Verbleib

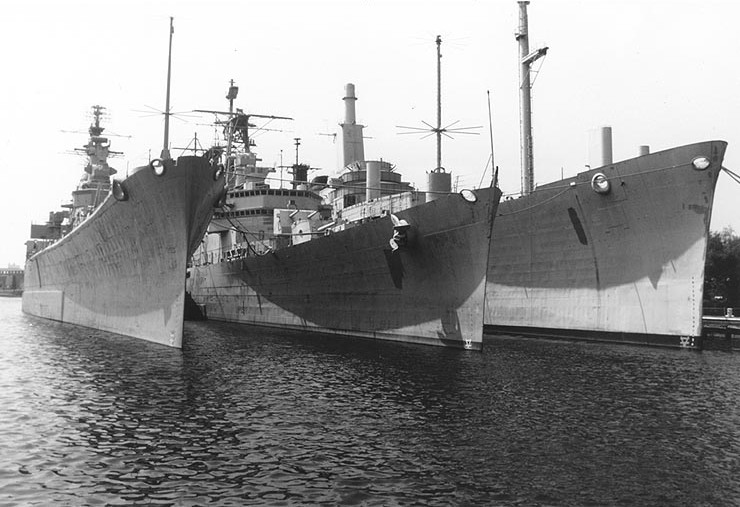
USS Newport News (CA-148), USS Springfield (CLG-7) und USS Northampton (CC-1) in der Naval Inactive Ship Maintenance Facility in Philadelphia

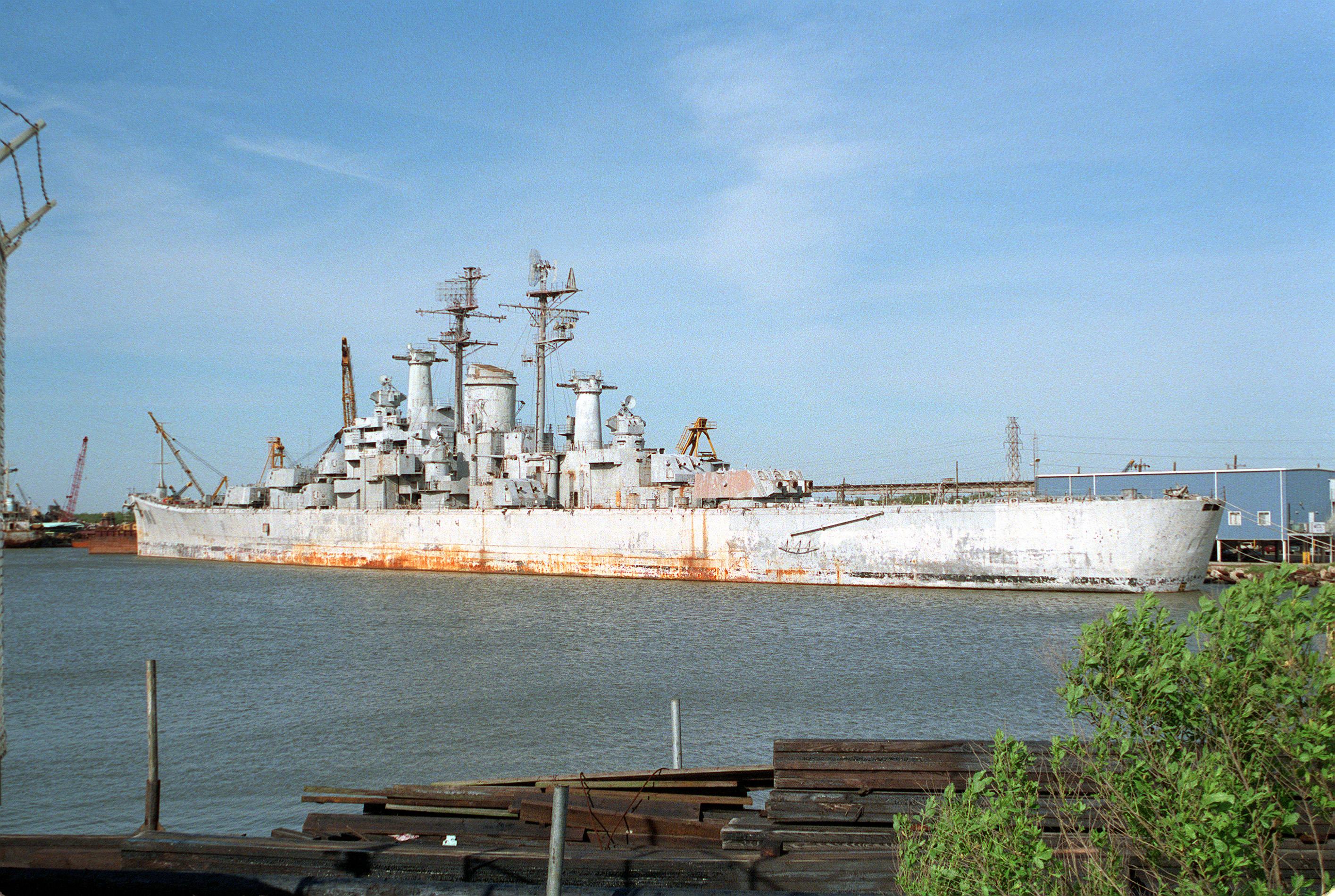
USS Newport News (CA-148) bei der Verschrottung (1993)

Die USS Newport News wurde am 27. Juni 1975 nach einer Dienstzeit von über 26 Jahren außer Dienst gestellt und war somit einer der am längsten dienenden Kreuzer der US Navy. Sie befand sich bis zu ihrer Streichung aus dem Naval Vessel Register am 31. Juli 1978 bei der Reserveflotte in der Naval Inactive Ship Maintenance Facility in Philadelphia. Dort verblieb sie auch nach der Streichung, bis sie schließlich am 25. Februar 1993 an die Metallverwertungsfirma Southern Scrap Material in New Orleans zur Verschrottung verkauft wurde.
Mit der Außerdienststellung der USS Newport News endete die Ära der ausschließlich mit Kanonen bewaffneten Kreuzer in der US Navy. Alle Kreuzer, die sich ab diesem Zeitpunkt im Dienst befanden, besaßen Lenkwaffen als primäres Waffensystem.
Ein Gedenkraum an die Newport News ist an Bord ihres als Museumsschiff erhaltenen Schwesterschiffs, der Salem, in Quincy (Massachusetts) eingerichtet.